# Les Lutteurs (Gontcharova)
Pour les articles homonymes, voir Les Lutteurs.
Les Lutteurs est une huile sur toile réalisée par Natalia Gontcharova entre 1909 et 1910. Il en existe deux versions, qui se distinguent seulement par leurs dimensions. L'une (100 × 122 cm) se trouve à Saint-Pétersbourg en Russie. L'autre (118,5 × 103,5 cm) se trouve au Musée national d'Art moderne à Paris. La peinture exposée en France a été faite en atelier à Moscou, puis a été immatriculée par le Musée de la culture picturale de cette même ville. À la fin des années 1920, l'œuvre a été restituée à l'artiste et donc à Paris par Jev Jeguine. C'est seulement en 1988 que la donation de l'œuvre par l’État soviétique à l’État français a eu lieu et que Les Lutteurs termine au Musée national d'Art moderne.
La peinture n'est ni signée, ni datée. On trouve à l'arrière une inscription en cyrillique non identifiée ainsi que deux étiquettes du Musée de la culture picturale de Moscou collées. L'œuvre représente deux hommes en train de lutter. On ignore s'il s'agit d'un spectacle ou d'une compétition. Le « déchainement des passions primitives » était un sujet très apprécié des membres de l'avant garde russe. De plus, les formes naïves utilisées par l'artiste entrent pleinement dans le mouvement pictural apparu en Russie durant cette période : le primitivisme.